# Ю. М. Шокальский (судно)
Ю. М. Шокальский – советское научно-исследовательское судно. Построено в 1959 году в СССР для научных исследований. Названо в честь русского и советского географа, океанографа и картографа генерал-лейтенанта и академика Юлия Шокальского. 

## История
Закладка киля судна проекта 224, типа «А. И. Воейков», под строительным номером 901 состоялась на судостроительном заводе имени Носенко в Николаеве на Украине в 50-х годах 20 столетия. Судно было спущено на воду и построено в 1959 году. Списано по техническим причинам в 1980 году. 